# Sega System 2
La Sega System 2 es una placa arcade lanzada por Sega en 1985. Se lanzaron 11 juegos para la consola.

## Características
- CPU principal: Z80 @ 4 MHz
- CPU de sonido: Z80 @ 4 MHz
- Chip de sonido: SN76496 @ 2 MHz, SN76496 @ 4 MHz
- Resolución: 256 x 224

## Lista de juegos
- 119
- Brain
- Choplifter
- Dakkochan House
- Heavy Metal
- Shooting Master
- Toki no Senshi: Chrono Soldier
- Ufo Senshi Youko Chan
- Warball
- Wonder Boy
- Wonder Boy in Monster Land